# Mont Neiglier
Le mont Neiglier, ou Neiller, est un sommet du massif du Mercantour-Argentera culminant à 2 786 mètres d'altitude, sur l'arête Fenestre-Gordolasque. Ce sommet s'élève au sein du parc national du Mercantour, sur la limite des communes de Saint-Martin-Vésubie et de Belvédère.

## Toponymie
Le nom de ce mont lui a été attribué pour sa couleur sombre, comme c'est le cas pour d'autres sommets (Mourre Nègre, mont Mounier, cime Nègre, etc.). La lettre l de Neiglier ou Neiller, est un r devenu l par rhotacisme.

## Alpinisme
En venant de la Madone de Fenestre, le sommet est accessible pour les randonneurs aguerris par le couloir sud-ouest, avec quelques pas d'escalade faciles (cotation globale F). Gravir le grand couloir d'éboulis qui traverse la face en diagonale de la base jusqu'à l'arête. Sur l'arête on passe sur le versant Nord pour rejoindre en quelques mètres le sommet. Descente par le même itinéraire.
Les alpinistes préfèrent l'ascension par les couloirs et les dalles de la paroi nord-ouest, ou par l'ouest en traversant les arêtes de la pointe André.

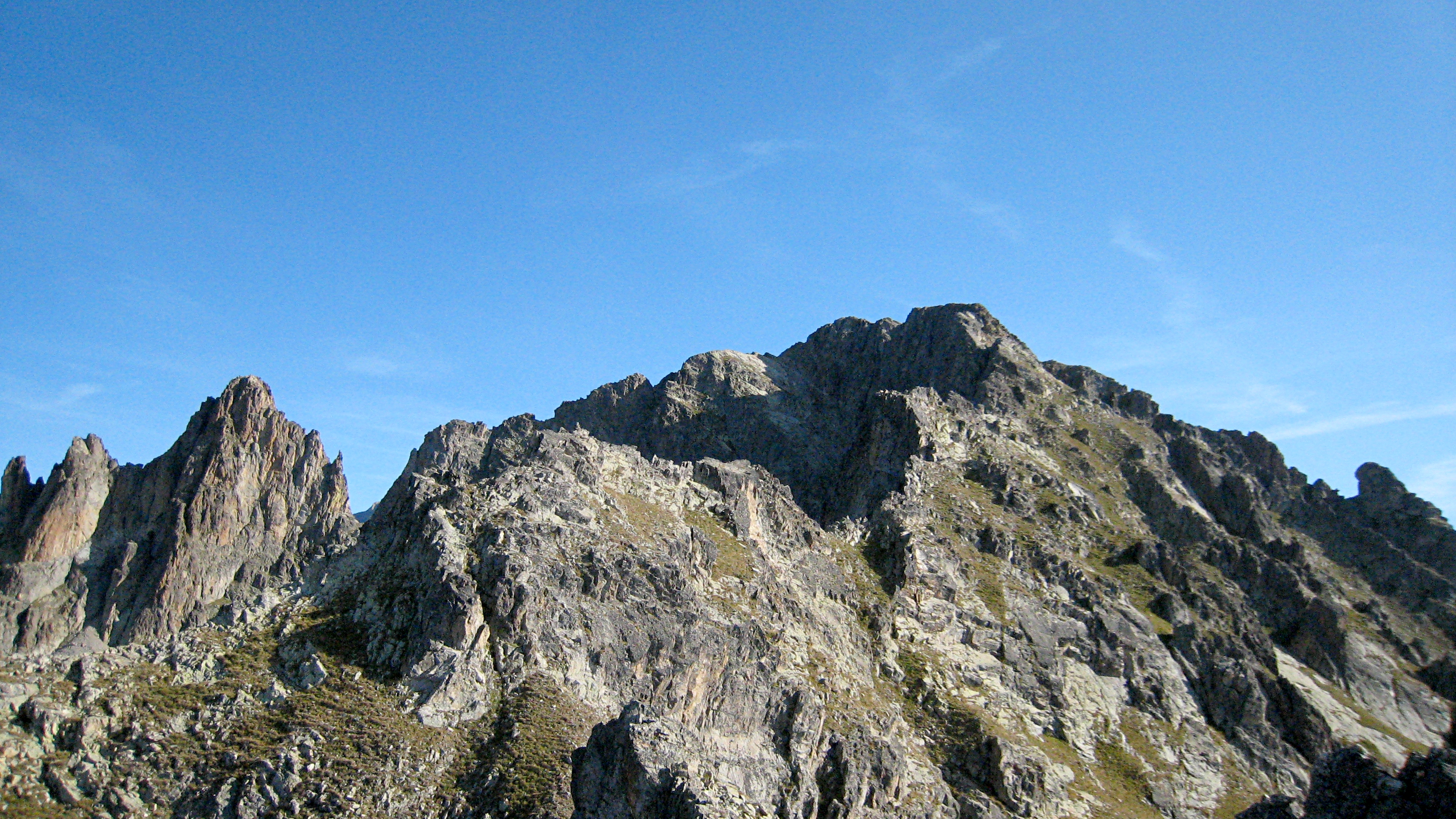
Vue du mont Neiglier depuis l'arête sud.
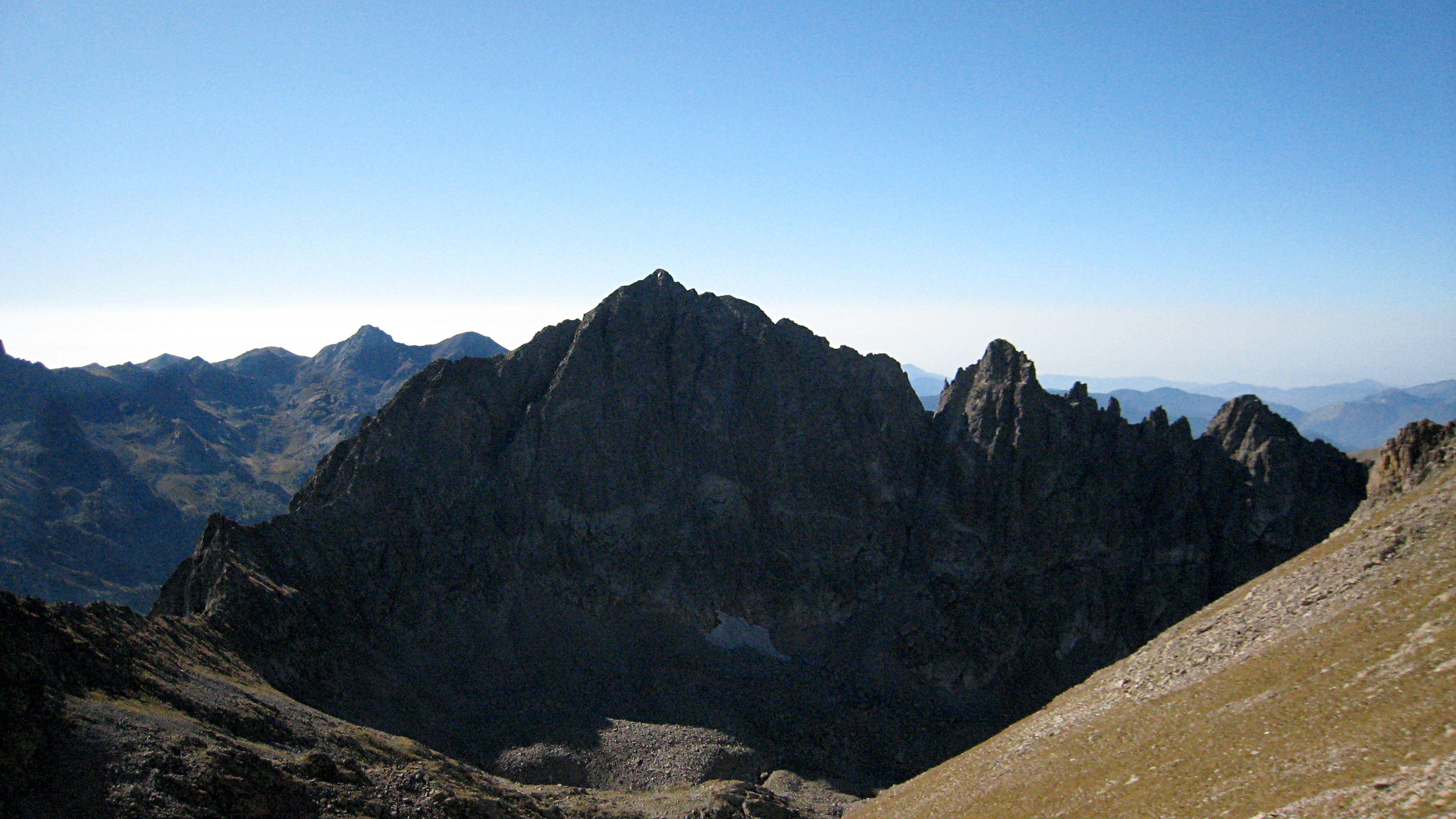
Vue de la face nord du mont Neiglier.
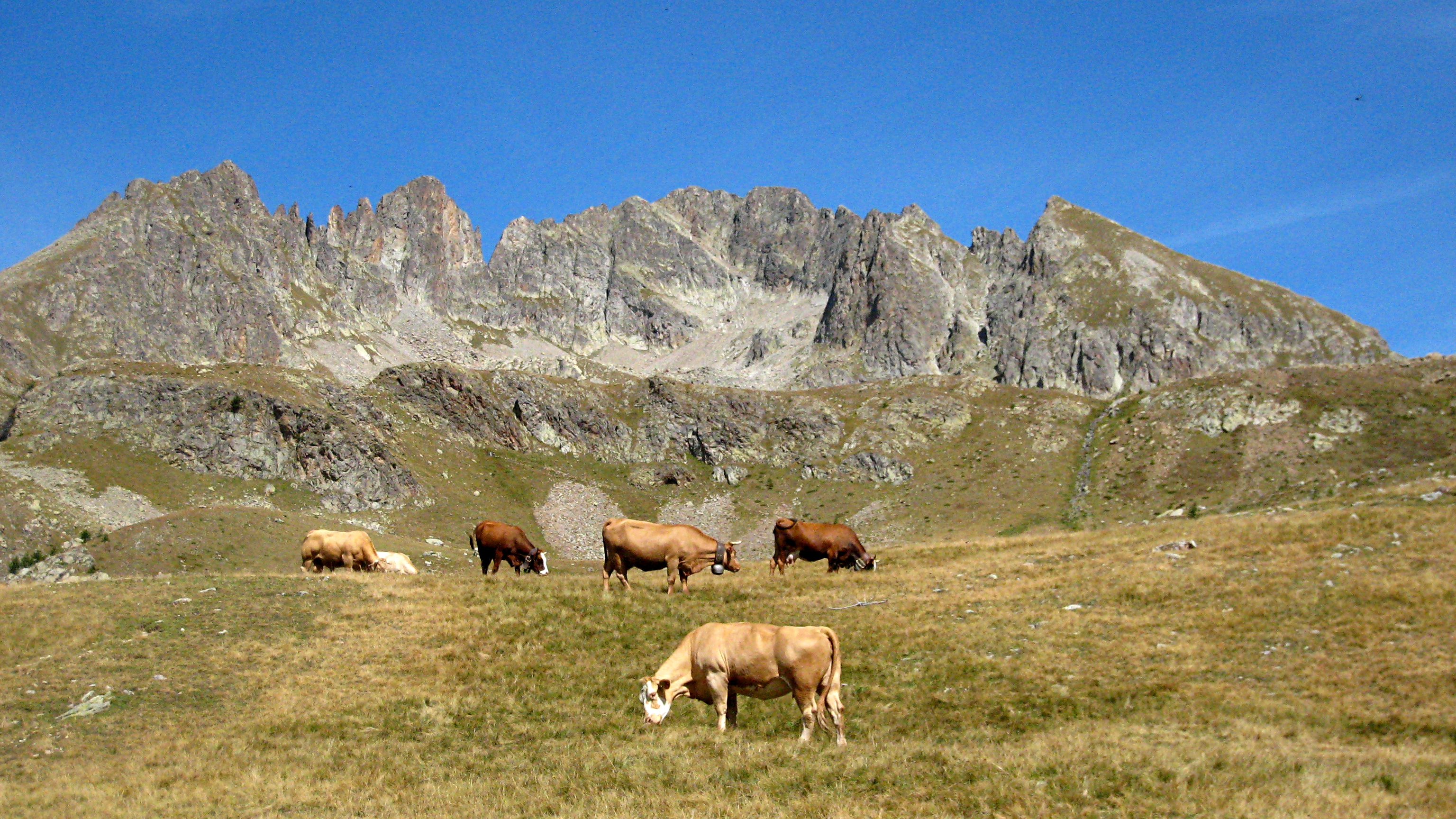
Vue du groupe du Neiglier.